# Jonathan Farwell
Jonathan Farwell (* 9. Januar 1932 in Lansing) ist ein US-amerikanischer Filmschauspieler.

## Leben
Nach drei Auftritten in Fernsehserien, unter anderem in der Science-Fiction-Serie Raumschiff Enterprise – Das nächste Jahrhundert, wirkte Farwell unter anderem in der Miniserie George Washington – Die Gründung einer Nation von 1986 mit. Weiters stand er in der Seifenoper Schatten der Leidenschaft vor der Kamera, und auch in den beiden Horrorfilmen C.H.U.D. – Das Monster lebt (1989) und Watchers II – Augen des Terrors, produziert 1990.
In den 1980er Jahren trat er auch am Broadway auf, unter anderem bei einer Produktion von The King and I.

## Filmografie (Auswahl)
Film
- 1988: Monster Hospital (Frankenstein General Hospital)
- 1989: C.H.U.D. – Das Monster lebt (C.H.U.D. II – Bud the C.H.U.D.)
- 1990: Watchers 2 – Augen des Terrors (Watchers II)

Fernsehen
- 1965: Gauner gegen Gauner (The Rogues)
- 1988: Raumschiff Enterprise – Das nächste Jahrhundert (Star Trek: The Next Generation)
- 1991: Jake und McCabe – Durch dick und dünn (Jake and the Fatman)

## Broadway
- 1979–1980: Night and Day
- 1980–1981: Mornings at Seven
- 1980–1983: Amadeus
- 1985: The King and I